# Eurydice (fille de Pélops)
Pour les articles homonymes, voir Eurydice (homonymie).
Eurydice (Εὐρυδίκη), fille de Pélops, est la mère d’Alcmène et la femme d’Electryon.